# Springbokpark

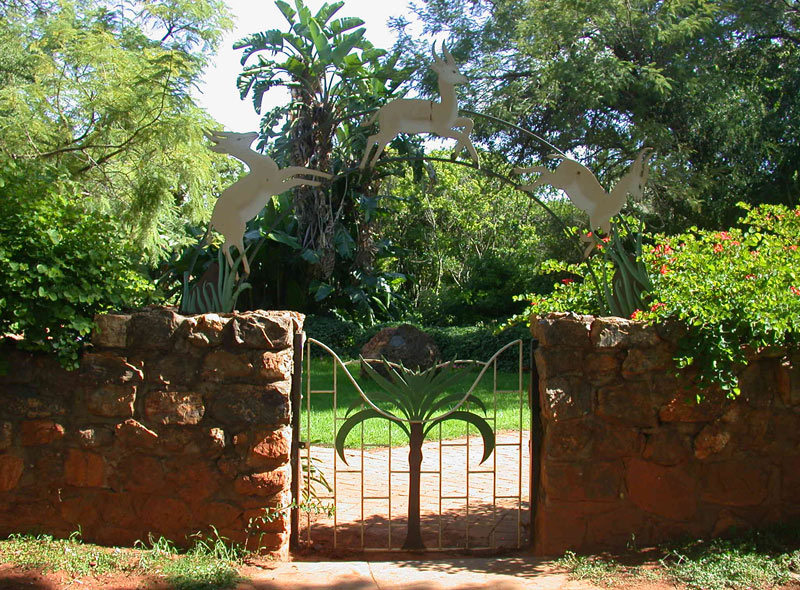
Hek bij de Pretoriusstraat-ingang van het park

Het Springbokpark is een park in Hatfield, een voorstad van de Zuid-Afrikaanse hoofdstad Pretoria. In de volksmond wordt het park vaak Springbokparkie genoemd. 

## Situatie
Het park is gelegen tussen de hoofdstraten Pretoriusstraat en de Schoemanstraat en de zijstraten Hildastraat en Grosvenorstraat en is ongeveer 3 hectare groot. Het park is flink bebost en heeft veel inheemse plantensoorten. Het park is vernoemd naar de Springbok, een bekende antilopesoort dat tevens een symbool is voor Zuid-Afrika.

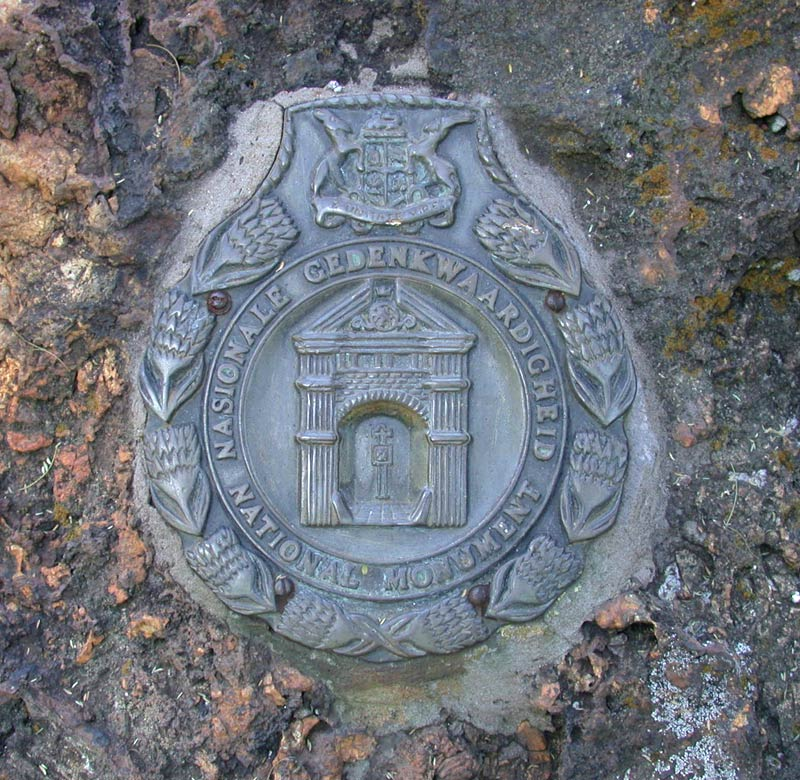
Nationaal gedenkwaardigheid

Het park ligt net naast de Universiteit van Pretoria en is geliefd bij studenten. Ook wordt dit park vaak aangedaan door trouwerijen: het biedt is een mooie achtergrond voor huwelijksfoto's. Het heeft ook een waterval en een paar bescheiden meren waar watervogels leven, maar het is vooral geliefd vanwege de verscheidenheid aan Zuid-Afrikaanse planten.